# John Maddox
Sir John Maddox (* 27. November 1925 in Penllergaer, Südwales; † 12. April 2009 in Abergavenny, Monmouthshire) war ein britischer Chemiker und Wissenschaftsjournalist sowie langjähriger Herausgeber der Zeitschrift Nature.

## Lebenslauf
Maddox studierte Chemie und Physik am Christ Church College in Oxford und am King’s College London. Von 1949 bis 1955 unterrichtete er Theoretische Physik an der University of Manchester. Bis 1964 bekleidete er dann die Position des Wissenschaftskorrespondenten beim The Guardian. Von 1964 bis 1966 war er Koordinator des „Nuffield Science Teaching Project“, bevor er den Posten des Herausgebers der Fachzeitschrift Nature übernahm. Diese Position hatte er von 1966 bis 1973 und noch einmal von 1980 bis 1995 inne. Zwischendurch war er von 1975 bis 1979 Direktor der Nuffield Foundation.
1990 untersuchte er zusammen mit James Randi und Walter Stewart (vom National Institutes of Health) die Homöopathieforschungen von Jacques Benveniste und zeigte schwere Fehler in dessen Experimenten auf.
Maddox wurde 1995 zum Knight Bachelor geschlagen und erhielt 2000 ein Ehrenstipendium für Forschungszwecke der Royal Society. 1996 wurde er zum Mitglied der American Academy of Arts and Sciences gewählt. Bis zu seinem Tode war er ein Unterstützer der British Humanist Association. Maddox war außerdem Mitglied des Committee for the Scientific Investigation of Claims of the Paranormal.
Maddox war mit Brenda Maddox verheiratet. Der Ehe entstammen die Tochter Bronwen Maddox und der Sohn Bruno Maddox.
Nach Maddox ist der John Maddox Prize benannt.